# Ranunculus gramineus
Renoncule graminée, Renoncule à feuilles de graminée
Espèce
Classification phylogénétique
Statut de conservation UICN

 LC  : Préoccupation mineure
Ranunculus gramineus, de noms communs Renoncule graminée, Renoncule graminoïde ou Renoncule à feuilles de graminée, est une espèce de plantes à fleurs de la famille des Ranunculaceae.

## Description

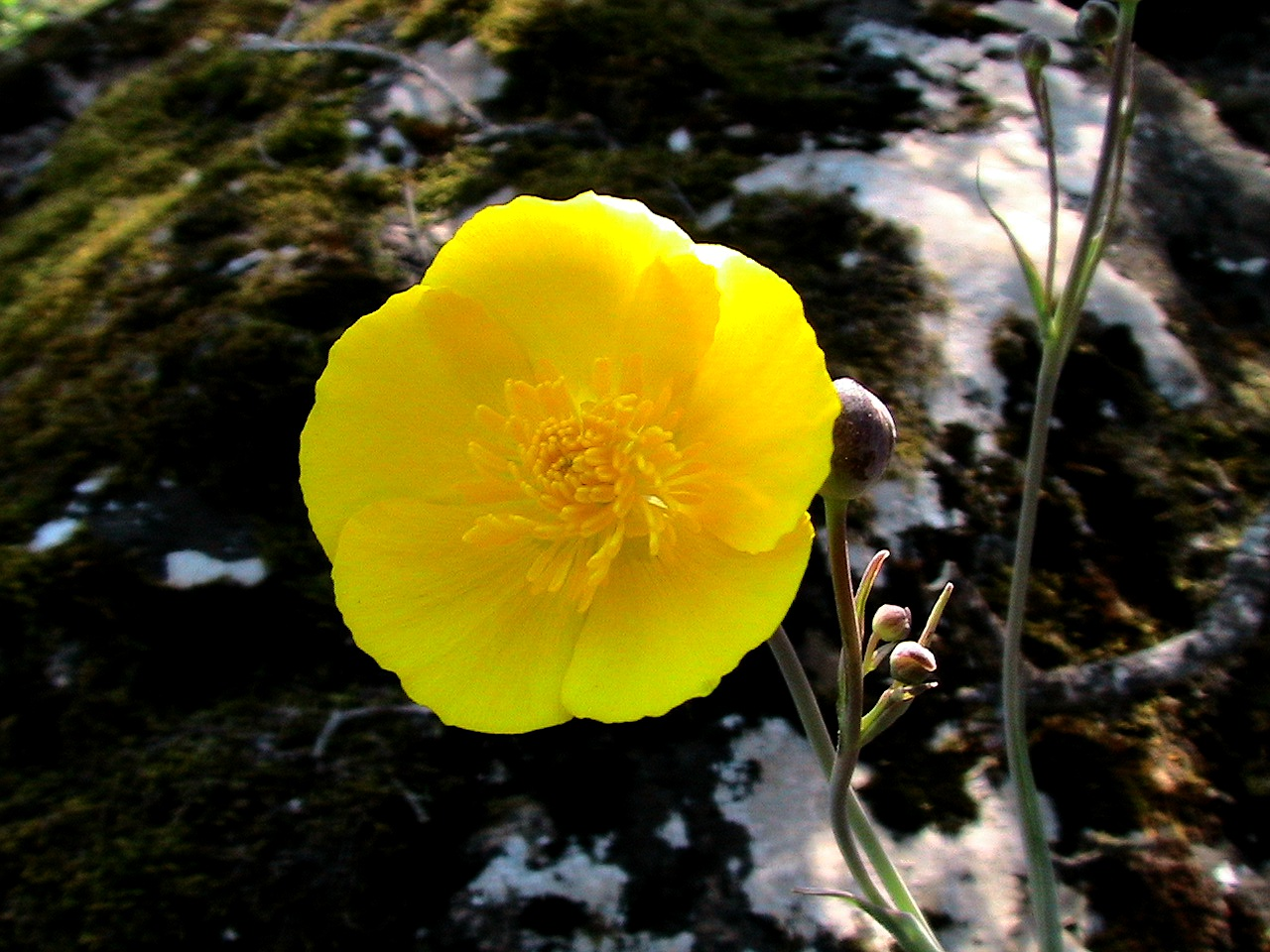
Fleur (détail).

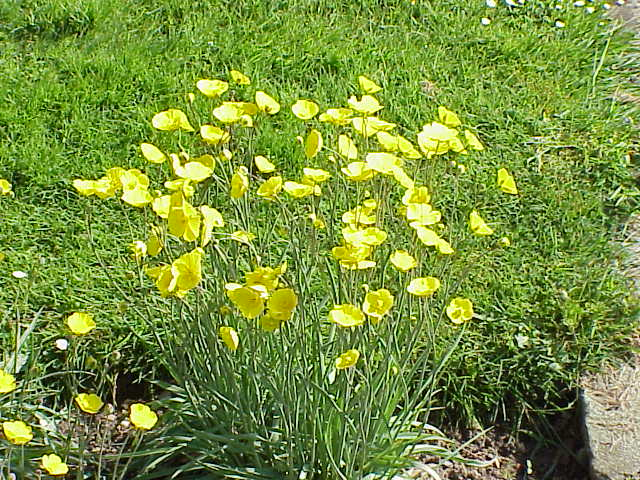
Pied de renoncules à feuilles de graminée.

### Appareil végétatif
C'est une plante vivace de 10 à 50 cm de hauteur, glauque, à souche courte entourée de fibres (restes des anciennes feuilles). La tige florifère est simple ou peu ramifiée. Les feuilles en rosette basale, nombreuses, sont très étroites, sessiles, pointues au sommet, à nervures parallèles, la nervure principale étant peu distincte des autres ; les feuilles caulinaires sont peu nombreuses, sessiles, plus petites.

### Appareil reproducteur
Les fleurs sont jaunes de 2 cm de diamètre environ, groupées par 1 à 3 ; les sépales sont glabres ; les pétales triangulaires ; les carpelles sont en tête hémisphérique, fortement ridés, dépourvus de carène, à bec très court. La floraison a lieu d'avril à juin ou juillet.

## Plante toxique
La Renoncule à feuilles de graminée est considérée comme vénéneuse ; les animaux entrant en contact avec la plante peuvent être affectés par des pustules. En cas d'ingestion, cela provoque des brûlures dans la bouche, des douleurs à l'estomac, des diarrhées et parfois des paralysies passagères.

## Habitat et écologie
C'est une espèce thermophile, des pelouses sèches, des talus, des sous-bois clairs, jusqu'à 1500 m d'altitude ; en général sur sol calcaire.

## Répartition
C'est une espèce ouest-méditerranéenne, présente du Portugal à la France et à l'Italie et la Sardaigne sur les rives nord, et du Maroc à la Kabylie sur les rives sud. Elle est disséminée en France : présente surtout dans le Midi, dans les Alpes, le Massif du Jura, la Bourgogne, les Causses et les Cévennes, le Poitou, l'Aunis et la Saintonge ; elle est plus rare dans les Pyrénées et les Corbières, très rare ou absente dans le nord, le nord-est, la Normandie et la Bretagne.

## Synonymes
- Ranunculus gramineus var. bulbosus Timb.-Lagr. ex Rouy & Foucaud, 1893
- Ranunculus gramineus var. linearis DC., 1817
- Ranunculus gramineus var. phoenicifolius DC., 1817
- Ranunculus gramineus var. scorzonerifolius Freyn, 1880
- Ranunculus graminifolius Salisb., 1796
- Ranunculus luzulifolius (Boiss.) Amo, 1873
- Xerodera graminea (L.) Fourr., 1868[5]